# Peristrophe hensii
Peristrophe hensii là một loài thực vật có hoa trong họ Ô rô. Loài này được (Lindau) C.B.Clarke mô tả khoa học đầu tiên năm 1900.